# Municipio de Monongahela
El municipio de Monongahela (en inglés: Monongahela Township) es un municipio ubicado en el condado de Greene en el estado estadounidense de Pensilvania. En el año 2000 tenía una población de 1714 habitantes y una densidad poblacional de 38 personas por kilómetro cuadrado.

## Geografía
El municipio de Monongahela se encuentra ubicado en las coordenadas 39°50′00″N 79°57′29″O / 39.83333, -79.95806.

## Demografía
Según la Oficina del Censo, en 2000 los ingresos medios por hogar en la localidad eran de $30 192, y los ingresos medios por familia eran de $35 167. Los hombres tenían unos ingresos medios de $34 318 frente a los $21 875 de las mujeres. La renta per cápita de la localidad era de $17 158. Alrededor del 15,5 % de la población estaba por debajo del umbral de pobreza.